# Dimitri Roditchev
Dimitri Roditchev est un physicien français d’origine russo-ukrainienne, spécialiste en propriétés électroniques des nanomatériaux, supraconducteurs, phénomènes de transport et tunnel.

## Biographie
Il est professeur à l'ESPCI et directeur de recherches au CNRS (en détachement). Lauréat du prix Louis Ancel de la Société française de physique en 2003 pour ses travaux sur la spectroscopie tunnel de supraconducteurs à haute température critique, Dimitri Roditchev travaille au Laboratoire de physique et d'études des matériaux (LPEM) où il est responsable d’équipe de recherche QuantumSpecs, directeur de l’équipe fédérative QuEST entre les laboratoires LPEM-ESPCI et INSP-UPMC, membre d’équipe de direction du LPEM.
Les travaux de recherches de Dimitri Roditchev à l’université d'État de Moscou concernent les propriétés électroniques de métaux et d’isolants désordonnés, en relation avec les transitions métal-isolant et supraconducteur-isolant. En France depuis 1991, ses activités concernent à la fois la recherche fondamentale (supraconductivité confinée aux échelles ultimes, tourbillons quantiques (en),, phénomènes de proximité dans des systèmes hybrides,, états critiques dans la supraconductivité, supraconductivité des couches mono-atomiques en surface en relation avec l’interaction spin-orbite, transition métal-isolant, corrélations électroniques etc.) et la conception des appareillages expérimentaux dans le domaine de cryogénie.
Ses activités d’enseignement comprennent les cours de base et avancés en physique de la matière condensée, l’encadrement des projets scientifiques d’élèves PSE à l’ESPCI-ParisTech. Dimitri Roditchev publie dans des revues et ouvrages de vulgarisation scientifique,, donne des conférences grand public,, s'entretient avec les médias.

## Distinction
- Prix Louis Ancel en 2003[1]

## Exposés
- Exposé sur les microscopies modernes à l'Université de Tous les Savoirs (CNAM, 2000) (vidéo)
- Exposé sur la supraconductivité à l'Université Pierre et Marie Curie Paris 6 (vidéo)